# Woodstock (Illinois)
Woodstock is een stad in de Amerikaanse staat Illinois.

## Demografie
Woodstock telde in 2000 20.151 inwoners. Een schatting in 2006 kwam uit op 23.241 inwoners. Men voorspelt een inwoneraantal van 30.522 voor het jaar 2030. De oppervlakte bedraagt 27,6 km².
Van de bevolking is 9,8 % ouder dan 65 jaar en bestaat voor 27,3 % uit eenpersoonshuishoudens (cijfers volkstelling 2000).
19,01 % van de bevolking van Woodstock bestaat uit hispanics en latino's, 2,01 % is van Aziatische oorsprong en 1,06 % van Afrikaanse oorsprong.